# Ospedale Valduce
L'Ospedale Valduce è un nosocomio privato della città italiana di Como, gestito dalla Congregazione delle Suore Infermiere dell’Addolorata.
Ente accreditato con la Regione Lombardia, in quanto ospedale classificato (struttura sanitaria religiosa parificato al pubblico) afferisce alla direzione generale sanità della Regione.
Prende il nome dal torrente che scorre in tombinatura nella strada prospiciente.

## Storia

### Prodromi e realizzazione
La storia dell'ospedale ha inizio il primo di marzo del 1853, data di avvio dei lavori per la costruzione di una nuova sede per la Congregazione delle Suore Infermiere dell'Addolorata di Como, sede "più consona alla necessità dei tempi" e atta a meglio ospitare le persona malate assistite dalle suore della Congregazione. Si voleva così proseguire l'opera voluta dalla fondatrice della congregazione, Madre Giovannina Franchi, che nel 1853 aveva cominciato la sua opera di accoglienza ai malati poveri della città, appunto nella Contrada dei Vitani. Con il passare degli anni aumentarono di pari passo le vocazioni e nel contempo le prestazioni. L'ospizio si trasformava sempre più in una struttura dove, oltre a fare assistenza, si prestavano anche cure. Fecero così ingresso nella casa Valenti  Sanitari che si prodigarono negli anni della prima guerra mondiale nell'assistenza ai feriti ospitati nei 70 letti che la casa aveva messo a disposizione.
Nel 1879 le sedici suore infermiere, guidate da Madre Giuseppina Pozzi si trasferirono dalla loro casa di Contrada dei Vitani nel centro di Como per continuare a prestare "opera pia, indefessa, intelligente, caritatevole e sempre gratuita agli ammalati poveri della città, che non possono essere ospitati nel civico ospedale".

### Il XX secolo
Nel 1922 venne costruita una "casa di salute" che venne dotata nel 1928 di una sala operatoria. Comincia così in quegli anni un'attività sanitaria assistenziale moderna che andrà sviluppandosi con l'arricchimento di letti, servizi e opere murarie assumendo, dopo la seconda guerra mondiale, una configurazione all'altezza delle esigenze dei tempi. Nel 1962 ha inizio la costruzione dell'edificio che rappresenta oggi il corpo dell'ospedale e che nei suoi 8 piani ospita le varie specialità. Il nuovo complesso, ultimato nel 1968, è capace di 360 posti letto ed è dotato dei servizi necessari, come laboratorio analisi, radiologia, terapia fisica, ecc. per i degenti e per i pazienti esterni. In meno di 100 anni la struttura si è quindi trasformata da casa di assistenza ai poveri della città in ospedale moderno.

## Articolazione
L'Ospedale Valduce di Como è dotato delle seguenti unità operative: 
- Diagnostica per immagini e Radiologia Interventistica
- Pronto soccorso
- Medicina di Laboratorio
- Anatomia Patologica
- Neurologia
- Anestesia e Rianimazione
- Chirurgia Generale
- Chirurgia Toracica
- Gastroenterologia
- Ostetricia e Ginecologia
- Pediatria (con terapia intensiva neonatale)
- Medicina (con oncologia e pneumologia)
- Cardiologia
- Oculistica
- Riabilitazione (neuromotoria e pneumologica)
- Farmacia

Alcune unità operative sono aggregate in dipartimenti: tre gestionali (Medico, Chirurgico e Materno Infantile) e uno funzionale (Emergenza Urgenza).
Dall'ospedale dipende altresì il centro di riabilitazione situato a Costa Masnaga presso l'ex dimora gentilizia lasciata in eredità nel 1946 da Teresa Beretta alla Congregazione dell'Addolorata; inizialmente adibita a presidio ospedaliero per il trattamento della poliomielite infantile, dal 1971 fu convertita in centro di recupero funzionale da disabilità causate da lesioni e malattie del sistema nervoso centrale, nonché in polo di ricerca nella medicina riabilitativa.